# Habuk-myeon
Habuk-myeon (koreanska: 하북면, 下北面) är en socken i den sydöstra delen av  Sydkorea, 310 km sydost om huvudstaden Seoul. Den ligger i kommunen Yangsan i provinsen Södra Gyeongsang strax väster om storstaden Ulsan.